# Deset u pola
Deset u pola (en bosnià Deu i mig) és una pel·lícula de comèdia bosniana del 2021 dirigida per Danis Tanović, que va coescriure el guió amb Nikola Kuprešanin. És protagonitzada per Branko Đurić i Izudin Bajrović.
Estrenada el 13 d'agost de 2021, la pel·lícula va rebre crítiques positives.

## Argument
En una Sarajevo afectada per la pandèmia de COVID-19, la gent camina amb màscares a la cara, es posa malalta cada dia i les cafeteries pateixen les conseqüències d'un món tancat. Cada cop hi ha menys feina, i el maig de 2021, Baščaršija, l'antic basar de Sarajevo, intenta recuperar-se de les botigues tancades. Tot i que la pandèmia continua i l'economia està en declivi, la gastrovlogger Gordana (Anja Matković) amb seu a Zagreb ve a Baščaršija per menjar el millor ćevapi (com ella diu "ćevose"). Enes (Branko Đurić) l'envia a Izo (Izudin Bajrović), perquè el faci feliç per un moment i li regali el seu primer cafè al matí de bon humor.
Tanmateix, com que el camí cap a Jahannam està empedrat amb bones intencions, un gest amistós provoca l'enfonsament de la vida empresarial i privada. Dos fabricants de ćevapi estan en conflicte per la qualitat del ćevapi a les seves botigues, i els seus fills, que estan en una història d'amor, pateixen un conflicte entre els seus pares i tenen el desig de marxar de Bòsnia i Hercegovina. Les desavinences d'Enes i Izo provoquen el caos a tota la ciutat, on no tothom està preparat per acceptar els inevitables canvis que vénen amb els temps difícils.
A causa del comentari de l'influencer, tothom està buscant una resposta a la pregunta d'on menjar el millor ćevapi a Sarajevo, amb les xarxes socials i altres plataformes digitals que creen "hype" entre la gent. Enes s'enfonsa cada cop més en la seva ruïna empresarial, tant és així que buscarà els serveis dels usurers.

## Repartiment
- Branko Đurić com a Enes
- Izudin Bajrović com a Izo
- Edib Ahmetašević com a Meho
- Helena Vuković com a Lana
- Kerim Čutuna com a Orhan
- Anja Matković com a Gordana
- Goran Navojec com a propietari del cafè
- Vedran Tuce com a paràgraf
- Mediha Musliović com a dona d'Enes
- Ermin Sijamija com a Braco
- Mirvad Kurić
- Nermin Tulić
- Halid Bešlić com ell mateix
- Goran Bregović com ell mateix

## Producció
El rodatge va durar 21 dies i va començar el 5 de maig de 2021. Danis Tanović tornava a col·laborar amb els actors Branko Đurić i  Izudin Bajrović, després de les seves pel·lícules Ničija zemlja (2001) i Smrt u Sarajevu (2016). A la pel·lícula també hi apareixen joves actors de l'Acadèmia d'Arts Escèniques de Sarajevo, Kerim Čutuna i Helena Vuković.

## Estrena
La pel·lícula es va estrenar al Festival de Cinema de Sarajevo el 13 d'agost de 2021.